# Myrmeleon acer
Myrmeleon acer is een netvleugelig insect uit de familie van de mierenleeuwen (Myrmeleontidae). 
De wetenschappelijke naam van de soort werd in 1853 door Francis Walker gepubliceerd.